# Domprel
Domprel település Franciaországban, Doubs megyében. Lakosainak száma 173 fő (2022. január 1.). Domprel Germéfontaine, La Sommette, Villers-Chief és Eysson községekkel határos.

## Népesség
A település népességének változása:
| Lakosok száma | 185  | 122  | 122  | 130  | 157  | 168  | 180  | 189  | 184  | 173  |
|               | 1968 | 1982 | 1990 | 2006 | 2013 | 2015 | 2017 | 2019 | 2020 | 2022 |